# Wielka Synagoga w Kaliszu
Wielka Synagoga w Kaliszu – synagoga, która znajdowała się w Kaliszu przy dawnym Targu Końskim na tzw. Rozmarku oraz na rogu ulic Żydowskiej i Nadwodnej. Rozebrana w 1940 roku.
Synagoga została zbudowana po 1852 roku w miejscu Starej Synagogi. Nie nadano jej typowych dla tego typu budowli cech stylowych. Otoczona była różnymi przybudówkami służącymi do celów gospodarczych i rytualnych. 14 października 1861 roku w synagodze odbyło się uroczyste nabożeństwo w intencji zmarłego arcybiskupa warszawskiego Antoniego Melchiora Fijałkowskiego. Był to symbol solidarności Żydów kaliskich, którzy wspólnie z Polakami walczyli o niepodległość Polski.
W 1939 roku hitlerowcy złupili synagogę, gdzie znajdowały się przedmioty kultu o znacznej wartości artystycznej, a dla większego upokorzenia, do jej rozbiórki w 1940 roku zmusili kaliskich Żydów. Po zakończeniu II wojny światowej, na miejscu, gdzie stała synagoga wzniesiono siedzibę PZPR. Na początku lat 90. obiekt ten przebudowano na bank oraz skwer.
W 2007 roku do Domu Pamięci Żydów w Kaliszu przekazano kielich kiduszowy z XIX wieku, ocalony w 1940 roku przez przypadkową kobietę w czasie niszczenia Wielkiej Synagogi przez Niemców. Kielich jest bogato zdobiony. Widnieje na nim wizerunek fragmentu Kalisza, drzewo, żuraw i elementy krajobrazu wiejskiego. Ma 7 centymetrów wysokości.